# Spaghettiheber

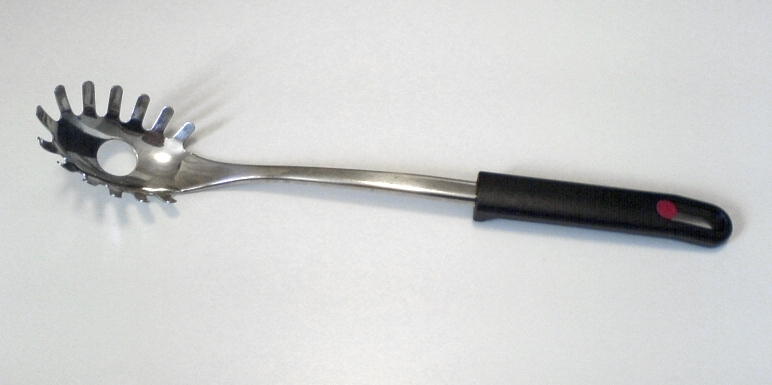
Spaghettiheber aus Edelstahl mit Kunststoffgriff

Ein Spaghettiheber (auch: Spagettiheber, Spaghettilöffel) ist ein Vorlegebesteckteil zum Servieren und Portionieren von fertig gekochten, langen Nudeln (Pasta), insbesondere von Spaghetti.
Im Handel ist er in verschiedenen Ausformungen und Materialien erhältlich. Er besteht üblicherweise aus einem „krallenartig“ ausgebildeten Greifkopf und einem längeren Stiel mit Handgriff. Er wird meistens aus Edelstahl hergestellt, teils auch mit einem Handgriff aus Kunststoff oder Holz. Es gibt jedoch auch Modelle, die ganz aus Kunststoff oder Holz bestehen.
Er wird häufig in der italienischen Küche verwendet. Im Gegensatz zu einer Spaghettizange werden bei einem Spaghettiheber die Nudeln bei der Entnahme nicht gequetscht. Nicht ganz einfach ist jedoch die Portionierung.
Das meist anzutreffende Loch in der Mitte des Spaghettihebers soll vor dem Kochen das Dosieren der rohen Spaghetti erleichtern. Durch das Loch passt dabei die Menge für eine durchschnittlich große Portion.